# Брайан Грегори
Брайан Грегори (Грегори Бекерлег, 20 февраля 1951 — 10 января 2001) — американский рок-музыкант, сооснователь и гитарист The Cramps.

## Биография
Грегори взял имя «Брайан» в честь Брайана Джонса из The Rolling Stones, большим поклонником которых он был. Он познакомился с участником Cramps Люксом Интериором, когда они вместе работали в музыкальном магазине в Нью-Йорке. С другой участницей коллектива, Пойзон Айви, у них общий день рождения. В апреле 1976 года Брайан стал и был отличительной чертой раннего воплощения The Cramps вместе со своей сестрой Пэм Балаам (Пэм Бекерлег) за барабанами. Он был известен своим сочащимся гитарным звуком, дикими сценическими выходками и длинными волосами в черно-белую полоску. Он появился на первых двух альбомах The Cramps Gravest Hits и Songs the Lord Taught Us. Он внезапно покинул группу в 1980 году, и позже его заменил Кид Конго Пауэрс из Gun Club. Из-за его жуткого образа на сцене фанаты распространили слухи, что он покинул группу, чтобы практиковать сатанизм.
После The Cramps Грегори продолжал играть в Beast с 1980 по 1983 год. Брайан сотрудничал с продюсером Робин Хант, австралийкой, на которой женился в Кливленде, штат Огайо, 6 марта 1984 года. Робин и Брайан приступили к созданию ведущего телешоу ужасов под названием «Морозильник», совместно с писателем Чаром Рао, бывшим сотрудником Cramps, который снимался в их шоу.
Брайан играл зомби в фильме «День мертвецов» Джорджа Ромеро с другими фанатами зомби Майком Метоффом (гитаристом Pagans и в то время сессионным гитаристом The Cramps) и Чар Рао в Питтсбурге.
Брайан, его сестра Пэм и Робин переехали в Сарасоту, штат Флорида, после чего Брайан и Робин мирно развелись. Его поразительная внешность была чрезмерно вызывающей для местных христианских консерваторов, и найти работу оказалось практически невозможно. В конце концов он устроился управляющим книжным магазином для взрослых в Сарасоте, штат Флорида, где поселился на несколько лет, присоединившись к своей сестре Пэм Бекерлег в Оспри, штат Флорида.
Грегори встретился с Люксом, Айви и Ником за кулисами шоу Cramps в Санкт-Петербурге, Флорида, в начале 1990-х годов. Люкс посвятил Брайану последнюю песню вечера. Грегори переехал в Лос-Анджелес, сформировав The Dials в 1992—1995 годах, присоединившись к Shiver с бывшими музыкантами Джеймсом Кристом и Андреллой (экс-участники групп Beast и The Veil).
На момент смерти Грегори потерял интерес к музыке. Он говорил, что чувствует себя «измученным и опустошённым», по словам его бывшей жены Робин (с которой он оставался близким другом), из-за того, что он работал по ночам и постоянно заботился о своём больном друге.
Грегори самостоятельно отравился на автомобиле в отделение неотложной помощи на осмотр в 4 утра. Его направили в другую больницу — Мемориальный медицинский центр Анахайма, Анахайм, Калифорния, — где он умер от сердечной недостаточности в возрасте 49 лет.
Его брат Рик Бекерлег, ветеран Вьетнама и пожарный из Детройта, штат Мичиган, был рядом с ним в момент его смерти. Он также был близок со своей сестрой Пэм Бекерлег, которую он называл «Маленькое Крылышко» (татуировка, которую он сделал в её честь).
Грегори был заядлым поклонником научной фантастики и фильмов ужасов и особенно любил таких персонажей, как чудовище Франкенштейна. В дополнение к своей любви к музыке он также занимался дизайном украшений, рисованием углём, художественным дизайном одежды, театральным гримом и дизайном костюмов ужасов в Кливленде, Огайо и Флориде.
Грегори поддерживал интересы коренных американцев, и его мать (ныне покойная) сообщила, что он был потомком генерала гражданской войны Уильяма Шермана. Хотя он был выходцем из католической семьи, он экспериментировал с несколькими религиозными культами и нашёл их неудовлетворительными.
Прах Грегори захоронен в Мемориальном парке Роуз-Хиллз в Уиттиере, Калифорния.

## Наследие и влияние
Шумный стиль игры на гитаре Брайана Грегори стал источником вдохновения для таких музыкантов, как Уильям Рид из The Jesus and Mary Chain и Sonic Boom из Spacemen 3, а также для многих других артистов, которые впоследствии составили британскую шугейз-сцену середины-конеца 1980-х годов. 